# Karol Słowik
Karol Słowik (ur. 24 czerwca 1889 w Jarosławiu, zm. 23 sierpnia 1919 w Warszawie) – kapitan inżynier Wojska Polskiego, pierwszy konstruktor samolotów wojskowych w Odrodzonej Polsce. 

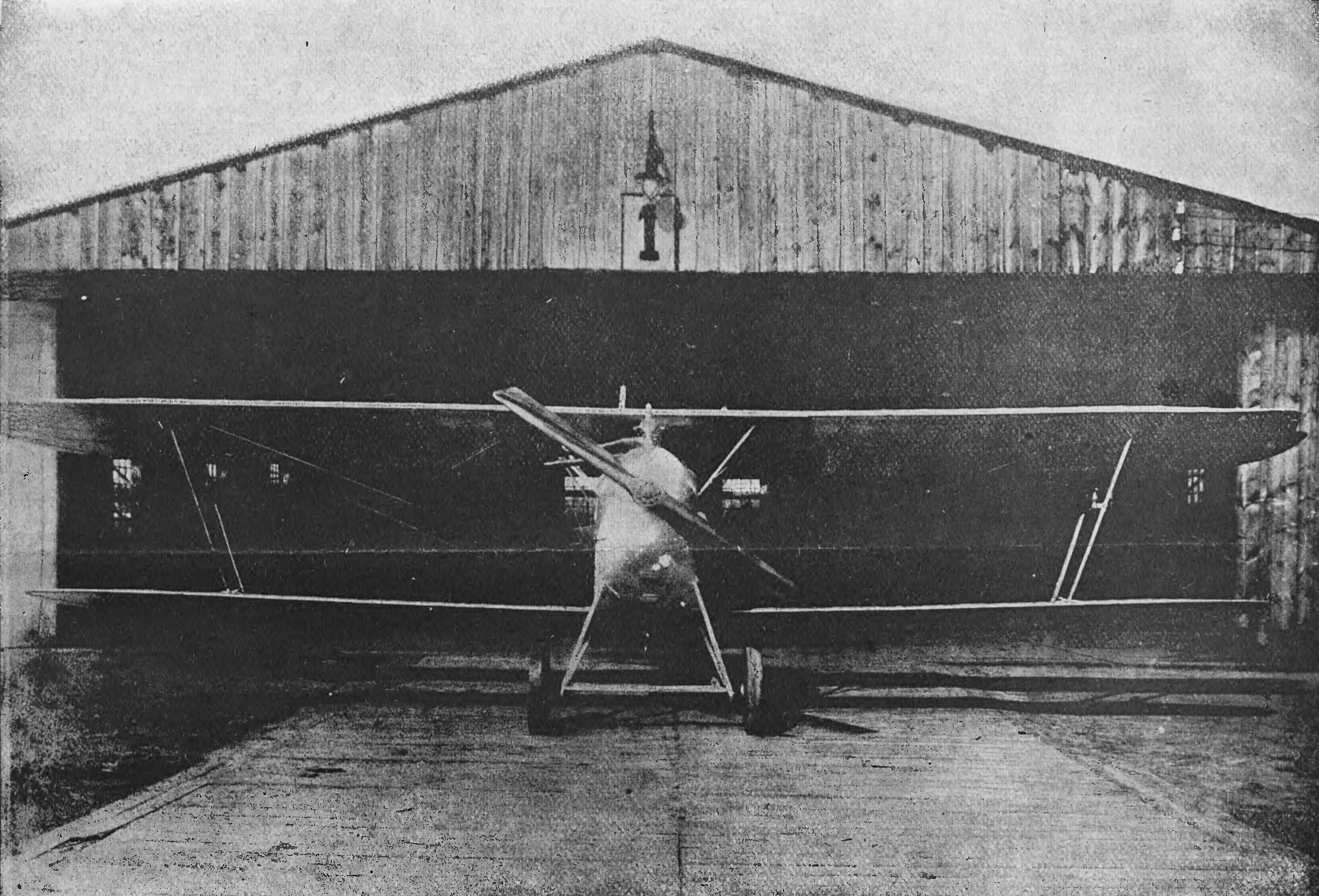
Samolot, na którym rozbił się Karol Słowik

## Życiorys
Po ukończeniu szkoły średniej w Jarosławiu i zdaniu egzaminu dojrzałości rozpoczął studia na Politechnice Lwowskiej. Po ukończeniu studiów otrzymał dyplom inżyniera.
14 czerwca 1914 został wcielony do cesarskiej i królewskiej Armii. Walczy na froncie z carską Rosją przez ponad 14 miesięcy. Na stopień podporucznika został mianowany ze starszeństwem z 1 stycznia 1916 w korpusie oficerów rezerwy piechoty, a na stopień porucznika ze starszeństwem z 1 stycznia 1918. Jego oddziałem macierzystym był pułk piechoty nr 80. W czasie służby odbył przeszkolenie lotnicze.
W pierwszych dniach listopada 1918, po zajęciu przez oddziały POW austriackiego lotniska w Lublinie, wstąpił do formującej się 2 eskadry wywiadowczej. Wkrótce jako wyróżniający się pilot i fachowiec został mianowany kierownikiem utworzonych Centralnych Warsztatów Lotniczych w Warszawie. Tutaj kierował pracami nad remontami i składaniem z części samolotów dla polskiego lotnictwa. Pod jego kierownictwem został zbudowany pierwszy w Wolnej Polsce samolot CWL SK-1 Słowik (kopia Hannover Roland CL.II). 23 sierpnia 1919 przed Naczelnikiem Państwa Józefem Piłsudskim odbył się pokaz lotu samolotu CWL SK-1 Słowik. Podczas lotu od samolotu oderwały się skrzydła. Kadłub samolotu wraz z pilotującym go kapitanem Kazimierzem Jesionowskim oraz konstruktorem Karolem Słowikiem roztrzaskał się o ziemię.
Okoliczności feralnego lotu opisał Marian Romeyko konkludując: „pierwsze tak tragiczne zetknięcie się marszałka z lotnictwem musiało niewątpliwie pozostawić głębokie ślady w jego pamięci. Pozostawiło ono swe piętno również w świadomości lotników, którzy rzecz powszechnie znana, hołdują przesądom. Zrodziło się w nich przeświadczenie, że Piłsudski przyniósł pecha lotnictwu. To przeświadczenie narastało i chociaż nie ujawnione, mocno zakorzeniło się w opinii lotników. Po prostu woleli ... unikać marszałka, nie starali się go zapraszać. Być może i Piłsudski, zachowując w pamięci przykre wspomnienie, nie miał ochoty ponawiania wizyt. W każdym razie w lotnictwie dawał się wyczuwać brak przywiązania do marszałka”.
Karol Słowik został pochowany na cmentarzu Powązkowskim w Warszawie.

## Ordery i odznaczenia
- Srebrny Medal Waleczności 1 klasy[3]
- Krzyż Wojskowy Karola[3]